# إيريس حبيب المصري
المؤرخة إيريس حبيب المصري أحد أبرز المؤرخين الأقباط كاتبة قصة الكنيسة القبطية. (1910-1994)

قصة الكنيسة القبطية

## الأسرة
إيريس حبيب المصري ولدت في أسرة قبطية 10 مايو - آيار 1910 (من كتابها تاريخ الكنيسة ج7- صفحة 27). والدها حبيب المصري كان وكيل المجلس الملي العام. للكنيسة القبطية الارثوذكسيه. وكان لها اثنين من الأخوة أمين الذي كان جراحا بارزا، وتوفي في الخمسينات من القرن الماضي، وسامي الذي كان مدير مكتب الدولة المصرية للسياحة في لندن، واثنين من الاخوات ايفا، التي ساعدت ايريس في عملها ودورا، التي كانت متزوجة من الدكتور عزيز حبيب المصرى.
والدها كان وكيل المجلس الملي العام لثلاث فترات، وكان معروفا لدعمه القوى لرسامه راهب كبابا الإسكندرية وليس اسقف. هذه المساله تسبب النزاع الجاري في الكنيسة القبطية الارثوذكسيه ورغم أن المجمع المقدس للكنيسة القبطية الأرثوذكسية قد نظر في الستينات إلى ان الاسقف العام سكرتير لقداسة البابا في درجة أاسقف، اعتبرت الانسه إيريس حبيب المصري في قائمة باباوات الإسكندرية القبطية الارثوذكسيه البابا شنودة الثالث (1971 - 2012)، الذي كان اسقفا عاما من قبل، رابع اسقف يصبح بابا بعد الباباوات بعد البابوات البابا يوحنا التاسع عشر (1928 - 1942) والبابا مكاريوس الثالث (1942 - 1944) والبابا يوساب الثاني (1946 - 1956).

## التعليم
حصلت ايريس على ليسانس في الآداب، تخصص في التعليم من كلية جامعة لندن في 1938..
بين 1952 و 1954 واعربت عن متابعة بحوثها في كلية dropsie، فيلادلفيا، وفي 1955، ذهبت إلى لندن للحصول على مزيد من المواد والوثائق.
في 1954، عين البابا يوساب الثاني ايريس مندوب الكنيسة القبطية إلى الجمعية الثانية للمجلس العالمي للكنائس في ايفانستون، الينوي، الولايات المتحدة الأمريكية.
من 1955 إلى 1985 ايريس محاضرة في التاريخ القبطي في الكلية الإكليركية في كل من القاهرة والإسكندرية وفي معهد الدراسات القبطية.
في 1959 قامت ايريس حبيب المصري بتسجيل اسمها في قوائم انتخاب البطريرك وقامت خمسه وثلاثين سيدة قبطية بتسجيل أسمائهن أيضاً للأشتراك في أنتخاب البطريرك، ولكن وكيل المجلس الملى شطب أسمائهن حتى قبل تغيير اللائحة.

## تاريخ الكنيسة
اهتمت بتاريخ الكنيسة القبطية الأرثوذكسية وفي عام 1948 نشرت المجلد الأول من المجلدات التسعة هي كتاب عن تاريخ الكنيسة القبطية الارثوذكسيه يسمى (قصة الكنيسة القبطية).
المهم ان نذكر ان المجلد السابع من هذا التاريخ كان عن عهد البابا كيرلس السادس(1959 - 1971).
- كتبت قصة الكنيسة القبطية في اللغة الإنجليزية في مجلدين نشر في سنه 1975 من مجلس كنائس الشرق الأوسط

## كتبت في غيرها من الكتب
- السيدة العذراء 1970
- المرأة في الكنيسة القبطية 1979
- تأثير الفرعونية على الحياة القبطية الحديثة 1980
- الأنبا صموئيل 1983
- القمص بيشوى كامل 1980
- حبيب باشا المصري 1971

ايريس توفيت يوم السبت، يوليو2، 1994.